# Vivi si muore 1999-2019
| Recensione | Giudizio |
| ---------- | -------- |
| Rockol     |          |
| OndaRock   |          |

Vivi si muore 1999-2019 è la prima raccolta del gruppo musicale italiano Zen Circus, pubblicato l'8 febbraio 2019 dalla Woodworm e La Tempesta.

## Descrizione
Esce in concomitanza con la partecipazione del gruppo al Festival di Sanremo 2019. Si tratta di una raccolta dei singoli e dei brani di maggiore successo del gruppo più i due inediti L'amore è una dittatura e La festa, di questi il primo è il brano portato dalla band a Sanremo.

## Tracce
1. L'amore è una dittatura – 3:50
2. La festa – 3:38
3. Il fuoco in una stanza – 3:51
4. Catene – 3:46
5. Non voglio ballare – 4:32
6. L'anima non conta – 5:43
7. Ilenia – 3:47
8. Viva – 3:36
9. Postumia – 3:30
10. I qualunquisti – 4:07
11. L'amorale – 3:36
12. Andate tutti affanculo – 8:06
13. L'egoista – 2:37
14. Canzone di Natale – 6:54
15. Figlio di puttana – 4:02
16. Vent'anni – 1:55
17. Punk Lullaby – 2:30
18. Fino a spaccarti due o tre denti – 4:08
19. Mexican requiem – 3:00

## Formazione
- Andrea Appino - voce, chitarra, armonica, tastiere
- Karim Qqru - batteria, percussioni, cori
- Ufo (Massimiliano Schiavelli) - basso, cori

### Altri musicisti
- Il Maestro (Francesco Pellegrini) - chitarra, cori in L'amore è una dittatura, La festa, Il fuoco in una stanza, Catene, L'anima non conta
- Il Geometra (Fabrizio Pagni) - tastiere, xilofono in L'amore è una dittatura, La festa
- Tommaso Novi - pianoforte in Il fuoco in una stanza, Figlio di puttana
- Andrea Pachetti - cori in Catene
- Ministri - cori in L'amorale
- Alessandro Fiori - cori in I qualunquisti
- Francesco Motta - pianoforte in Canzone di Natale
- Brian Ritchie - basso, chitarra in Figlio di puttana, Punk Lullaby
- Kim Deal, Kelley Deal - cori in Punk Lullaby
- Emiliano "Fufù" Valente - basso in Mexican requiem
- Marcello "Teschio" Bruzzi - batteria, cori in Mexican requiem